# Wither (personaggio)
Wither, il cui vero nome è Kevin Ford, è un personaggio dei fumetti creato da Nunzio DeFilippis e Christina Weir (testi) più Keron Grant (disegni), pubblicato dalla Marvel Comics. Apparso per la prima volta sulle pagine di New Mutants (seconda serie) n. 3 (settembre 2003), è uno dei pochi mutanti ad aver mantenuto i poteri dopo la decimazione.

## Biografia del personaggio

### Origini
Kevin scoprì la sua mutazione in una circostanza molto sfortunata: quando i suoi vestiti cominciarono a sfaldarsi senza un perché il padre per cercare di calmarlo lo abbracciò, ma più la sua pelle toccava quella del padre e più questo perdeva vitalità, fino a quando resosi conto della sua morte Kevin lo abbracciò un'ultima volta polverizzandolo. Trovato da Danielle Moonstar in uno sfascia-carrozze dove ricercava pezzi di metallo, uniche cose che non si dissolvevano a contatto con la sua pelle, per farne opere d'arte venne convinto a trasferirsi allo Xavier Institute dove incontrò e s'innamorò di Laurie Collins. Quando il cyborg Donald Pierce minacciò Laurie, Kevin ne toccò il volto sfigurandolo orribilmente. Per cercare di fermarlo Moonstar fu costretta a mostrargli la sua più grande paura: uccidere Laurie. Colpito da questa visione, Kevin lasciò l'istituto.

### Satiri
Mesi più tardi, Moonstar ed Emma Frost lo rintracciarono offrendogli un posto fra i Nuovi Mutanti. Ancora arrabbiato con Dani, Kevin fu persuaso da Emma a fare ritorno all'istituto dove conobbe Elixir, il ragazzo del quale Laurie era infatuata, e fece amicizia con Mercury dei Satiri, unica persona che poteva toccare senza uccidere essendo composta di metallo. Durante il suo soggiorno, l'F.B.I. lo arrestò con l'accusa di parricidio; risolto il caso con l'aiuto dell'avvocato Evangeline Whedon, Wither decise di entrare nei Satiri che avevano cercato di liberarlo mentre era sotto la custodia delle autorità mostrandogli più amicizia dei Nuovi Mutanti che invece avevano cercato d'impedirglielo. Quando la rivalità con Elixir divenne insostenibile, Kevin rivelò in giro la relazione che il ragazzo aveva con la tutor Wolfsbane costringendola a dare le dimissioni.

### Selene
Dopo la decimazione dell'M-Day, Kevin credette di aver perso i poteri, ma quando toccò la mano di Laurie la disintegrò. Dopo un confronto con Satiro, lasciò l'istituto e andò a vivere a Mutant town, insieme con una gentile anziana, che altri non era se non Selene, la Regina Nera del Club infernale, accusata dell'omicidio di undici persone nel Distretto X e braccata dalle forze dell'ordine. Dopo essere stata trovata e ferita dalla polizia, ricevette l'aiuto di Kevin che uccise due poliziotti per salvarla. Solo allora Selene mostrò il suo vero aspetto, e propose a Kevin di seguirlo, scomparendo in una nuvola di fumo.

### Necrosha
Durante l'arco narrativo denominato Necrosha, Kevin diventa l'amante ed il braccio destro di Selene. Wither elimina personalmente Eli Bard, che si ribella a Selene, mostrando in questa occasione di avere incorporato anche i poteri vampireschi del virus tecno-organico usato per far resuscitare i mutanti deceduti e creato proprio da Eli. Poco dopo Wither si scontra in duello con il suo ex compagno studente, Elixir: i due incrociano le dita di entrambe le mani, toccandosi quindi e cercando di eliminarsi a vicenda attraverso i rispetti poteri, ma è il secondo a prevalere, infatti usando le sue capacità da mutante di livello omega al massimo della potenza, alla fine sconfigge e distrugge Kevin.

## Poteri e abilità
Kevin possiede l'incontrollabile abilità di disintegrare qualsiasi materiale organico con cui entri in contatto con la sua pelle, mentre al contrario il suo tocco non ha alcun effetto sui metalli, il vetro ed i cristalli minerali. Ad esempio, un suo tocco veloce fa raggrinzire la pelle di una persona, mentre un tocco più prolungato la riduce in breve tempo in polvere. Per questo motivo Kevin è sempre costretto a rimanere completamente vestito e portare guanti, tutti composti di materiali di derivazione inorganica, così da evitare di toccare inavvertitamente qualcuno. Il suo potere assorbe la forza vitale del tessuto organico toccato ed è come un nutrimento intossicante per Kevin, infatti per lui è di difficile gestione perché, come una droga, lo porta a dipendenza e lo induce ad utilizzarlo sempre di più. In una occasione Wither ha potuto avere una visione di alcune cose nel loro stato disintegrato, ma non si sa se è stata una conseguenza del suo potere o una visione indotta da Selene.

## Altre versioni

### House of M
Assieme ad Elixir, Wither lavora come agente addetto agli interrogatori per lo S.H.I.E.L.D. Utilizzando i suoi poteri per drenare la vita alle vittime si fa poi da parte permettendo a Elixir di curarla in un procedimento che appare molto doloroso. Wither veste, inoltre, una tuta di contenimento più per un qualche motivo psicologico che per bisogno poiché è capace di padroneggiare il suo potere.

### X-Men: The End
Wither salva Frenzy da un Warskrull con le sembianze di Genesis. Dopo averlo fatto, spera che Moonstar lo perdoni per aver usato i suoi poteri per uccidere.
| Controllo di autorità | Europeana agent/base/154114 |

1. ↑  Il termine volume è usato in lingua inglese, in questo contesto, per indicare le serie, pertanto Vol. 1 sta per prima serie, Vol. 2 per seconda serie e così via.